# Tributo a Ella Fitzgerald
| Críticas profissionais | Críticas profissionais |
| Avaliações da crítica  | Avaliações da crítica  |
| Fonte                  | Avaliação              |
| ---------------------- | ---------------------- |
| Territorio da Musica   | [ 1 ]                  |

Jane Duboc e Victor Biglione: Tributo a Ella Fitzgerald, ou simplesmente Tributo a Ella Fitzgerald, é um álbum, lançado em 9 de Agosto de 2009, da cantora Jane Duboc e do guitarrista Victor Biglione, sendo o primeiro álbum da parceria entre os dois.
Idealizado pelo CJUB Bossa & Jazz, confraria formada por grandes críticos do gênero, o álbum nasceu do show Dear Ella, no Mistura Fina (RJ), em 2006. Foi então que os dois decidiram dar um toque brasileiro aos clássicos americanos.
Em 2010, o álbum foi o vencedor do 21º Prêmio da Música Brasileira como Melhor Disco em Língua Estrangeira

## Faixas
| N.º            | Título                                              | Compositor(es)                                                    | Duração |  |
| 1.             | "Night and Day"                                     | Cole Porter                                                       | 4:14    |  |
| 2.             | "Stormy Weather"                                    | Harold Arlen / Ted Koehler                                        | 5:44    |  |
| 3.             | "Ain't Got Nothing But the Blues"                   | Duke Ellington / Don George                                       | 3:49    |  |
| 4.             | "Bonita"                                            | Ray Gilbert / Antônio Carlos Jobim                                | 5:46    |  |
| 5.             | "Here Is That Rainy Day"                            | Johnny Burke / James Van Heusen                                   | 4:08    |  |
| 6.             | "Autumn in New York / April in Paris / A Foggy Day" | Vernon Duke / George Gershwin / Ira Gershwin / E.Y. "Yip" Harburg | 7:18    |  |
| 7.             | "Satin Doll"                                        | Duke Ellington / Johnny Mercer / Billy Strayhorn                  | 2:17    |  |
| 8.             | "Come Rain or Come Shine"                           | Harold Arlen / Johnny Mercer                                      | 2:31    |  |
| 9.             | "Angel Eyes"                                        | Earl Brent / Matt Dennis                                          | 5:04    |  |
| 10.            | "Lush Life"                                         | Billy Strayhorn                                                   | 3:54    |  |
| 11.            | "Someone to Watch Over Me"                          | George Gershwin / Ira Gershwin                                    | 3:50    |  |
| 12.            | "Embraceable You / Love Is Here to Stay"            | George Gershwin / Ira Gershwin                                    | 8:19    |  |
| Duração total: | Duração total:                                      | Duração total:                                                    | 56:54   |  |

## Prêmios e Indicações
| Ano  | Prêmio                          | Categoria                          | Resultado | Ref.  |
| ---- | ------------------------------- | ---------------------------------- | --------- | ----- |
| 2010 | 21º Prêmio da Música Brasileira | Melhor Disco em Língua Estrangeira | Venceu    | [ 3 ] |